# モモ (カバ)
モモ（1994年3月6日 - ）は、長崎県西海市の長崎バイオパークで飼育されているメスのカバである。母親のノンノンはモモを陸上で産み、出生当初は衰弱していた。モモは飼育担当者たちの努力によって人工哺育に成功したものの、泳げないカバに育っていた。飼育担当者たちは泳ぎの訓練を行い、やがてモモは泳げるようになった。
モモは成長後に子をもうけ、2016年の時点で5児の母となった。モモについては、絵本や写真集などでその誕生と成長などに関するエピソードが取り上げられている。

## 経緯

### 誕生と成長
長崎バイオパークは、西海市西彼町の国道206号沿いに広がる丘陵地形を利用して1980年に開設された自然動植物公園である。「人と自然のふれあい」をモットーとして設計され、敷地は約30万平方メートルにおよぶ。広大な園内には熱帯や砂漠などの木々が植栽され、ラマ、カバ、カピバラ、ワラビーやリスザルなどが飼育されている。バイオパークのカバ池は、日本最大級の面積である。ここにはコンクリートのカバ飼育舎やプールはなく、訪問者は池の上に張り出した形の見物小屋からカバを眺め、1日に3回あるえさやりタイムを楽しむことができる。
1頭の仔カバがこのカバ池で生まれたのは、1994年3月6日のことであった。父は「ドン」（1980年- 2022年2月14日）、母は「ノンノン」（2020年没）で、ノンノンはこのとき3回目の出産であった。仔カバが生まれた日は寒く、したがって水温が低かった。カバは通常水中で出産するが、このときのノンノンは低い水温を避けて陸上を出産場所に選んだ。
飼育担当者の伊藤雅男 は、その日が非番だったため東京から来ていた両親とともに長崎の名所を訪問するなどして過ごしていた。伊藤が自宅に戻ってすぐに、パークから『カバの赤ちゃんがうまれました！」と電話があった。時間は夜10時を過ぎていたが、伊藤は急いでパークに向かった。パークに向かう道筋で伊藤は外気温の低さに「もう死んでるな」とさえ思ったという。
生まれた仔カバは体長80センチメートル、体重は32キログラムであった。仔カバは寒さのために体力を消耗してノンノンの出す乳を飲めない上に、下痢と脚部の負傷が重なった。伊藤は衰弱していく仔カバの姿を見かねて、ノンノンから引き離すことに決めた。伊藤はホースで狙いを定めて、水を勢いよくノンノンの耳後ろ（カバの耳後ろは柔らかいため、弱点とされる）にかけた。ノンノンが水圧に驚いて嫌がる隙に、伊藤たちは仔カバをノンノンから引き離すことに成功した。
仔カバがいなくなったことに気づいてノンノンが探し始めた時分には、伊藤たちは仔カバを職員用の風呂場に運び込んでいた。冷えて衰弱した仔カバの体は、シャワーで温めて体温を上げた。仔カバが元気を取り戻したところで、ノンノンの母乳代わりに牛乳を与えることにした
。仔カバにはどのような種類のミルクが適しているのかさえわからなかった。近くの牧場に電話で問い合わてみせたところ、ジャージー種の牛（脂肪分の多いミルクを出す）がちょうど子牛を生んだばかりであった。牧場主の勧めによって、担当者たちは車で新鮮なミルクを毎日もらいに行っていた。
2日後、仔カバをノンノンに返そうとしたところ、ノンノンは仔カバを受け入れようとしなかった。このため飼育担当者が14人でチームを組んで人工哺育に取り組むことになった。
当時カバの人工哺育成功例は知られておらず、担当者たちは手探りでの飼育を行わざるを得なかった。手探りでの飼育は約3か月続き、担当者たちは泊まり込みで世話を続けた。1週間ほど経過したころには、仔カバは新鮮なミルクを1日8回3時間ごと、生後20日からは4時間ごとに飲み、体力を回復させていった。
仔カバは生後約1か月を経過した1994年4月9日に一般公開された。仔カバは無事に育ったものの、生まれてすぐにノンノンと引き離さざるを得なかったために泳ぎ方を知らず、水に入ることさえ怖がっていた。そして仔カバが人に慣れすぎて、カバの仲間に戻ることができるかが危惧されていた。さらに仔カバは伊藤たち飼育担当者が親代わりとなって育てていたため、自分をカバではなく人間と思い込んでいる可能性があった。
伊藤を中心として、同年5月12日から泳ぎの特訓が始まった。その理由は、仔カバをいつかカバの社会に戻すためにも泳ぐことができなければならないということにあった。特訓は合計で16回におよび、テレビ、ラジオ、新聞、雑誌など多くのマスコミが「泳げないカバ」をニュースとして取り上げている。訓練が功を奏して、仔カバは不格好ながらもバタフライ風に泳げるようになった。同年6月1日、仔カバは6,000通を超える応募のなかから「モモ」と命名された。 
モモはマスコミに繰り返し取材されて長崎県内だけでなく日本全国に知名度を上げ、子どもたちはもとより多くの人々から励ましや応援の手紙が届くようになった。伊藤自身はバラエティ番組などで面白おかしく取り上げるのみで、モモを両親のもとに返すための地道な努力が映し出されないことに不満を抱いていた。それでもマスコミが次々と提案するアイディアには、伊藤にも頷けるものが多かった。そのアイディアの中に、全身が映る鏡をモモの前に置いてみるというものがあった。実際にモモが鏡を見せられると、途端にモモは怖がってその場を逃げ出すありさまだった。

### モモのお引越し
モモの生後半年が経過した時分から、離乳が始まった。モモはパンやバナナ、リンゴなどを食べられるようになり、1歳の誕生日には体長150センチメートル、体重180キログラムに達していた。順調な成長を続けるモモには、飼育スペースが狭くなってきていた。
モモはさらに成長を続け、体長2メートル、体重350キログラムとなっていた。そこでモモを室内からカバ池に引っ越しさせることが決まった。いきなり両親であるドンやノンノンと同居させたとしても、2頭がモモを受け入れるという保証はなかった。しかもドンの体重は2100キログラム、ノンノンは1500キログラムあるため、モモの身に危険がおよぶ恐れがあった。伊藤たちは引っ越しの第一段階として、モモを両親と柵越しに「お見合い」させてモモよりも大きなカバに慣れさせることにした。
引っ越しは1996年7月16日に決行された。通常カバなどの大動物は、パーク内など短距離の移動でも頑丈な檻や箱に入れてトラックで運送するが、モモは人に慣れているためパーク内を歩かせながら移動させることになった。伊藤の目論見では、モモの足で30分程度でカバ池に到着する予定であった。
引っ越し当日は朝から暑かったが、モモの引っ越しを見るために多数の来園者とマスコミの取材陣がパークを訪れていた。通常と違う雰囲気をモモは感じ取った様子で、自分の部屋から出るだけで1時間を要してしまった。さらに日が高くなってパーク内のアスファルト通路が熱くなったため、モモはカバ池とは別方向に走り出した。伊藤は慌ててモモを制止したが、モモはまた走り出して伊藤も一緒にパーク内を走る羽目に陥った。それでもあと少しでカバ池に到着するところまでこぎつけたものの、モモは水路の金属製の蓋をいやがって立ち止まった。飼育係が6人で押してもモモは動こうとせず、その場を動くまでにまた2時間ほどかかり、パーク内の約1キロメートルを移動するのに3時間を費やす結果となった。
カバ池に到着したモモは、すんなりと専用の柵の中に入った。伊藤は我が子のように可愛がっていたモモが離れていくのがとても悲しかったというが、「あとはたのむよ」とドンとノンノンに話しかけた。そして心の中で「モモ、カバになれよ」と呟きつつカバ池を後にした。
伊藤の見たところでは、カバ池に引っ越した後のモモは柵越しに見るドンやノンノンとの日々を通じて、自らがカバであるという意識を少しずつ育てていた。それでもノンノンは柵越しにモモを威嚇していて、我が子であることはおろかカバの仲間として受け入れることさえ拒んでいた。やがてモモをノンノンと同居させる機会が訪れた。ノンノンは体調を崩してドンと離れて飼育されることになり、持ち前の気の強さがすっかり失せていた。伊藤はこれを好機ととらえ、飼育担当者を集めて2頭を同居させる準備にとりかかった。
1998年11月18日、伊藤は緊張の中でモモをノンノンがいる柵の中に導いた。ノンノンはモモに近づき、顔をすりつけあってともにカバ池に入っていった。ノンノンはモモを我が子ではなく、同じカバのメスとして受け入れていた。その後の2頭の関係は良好なものとなった。

### モモの「結婚」と出産、その後
モモとノンノンの生活が安定したのち、飼育担当者たちはミーティングを行った。その議題は、モモの「結婚」であった。モモは6歳となり、結婚の相手を探す時期にさしかかっていた
。
モモにふさわしい相手を探し始めたところ、埼玉県南埼玉郡宮代町にある東武動物公園園長の西山登志雄から「うちのカバをあげるよ」と連絡があった。西山は伊藤からの年賀状を読み、連絡をとったという。そのカバは名を「ムー」といい、当時2歳であった。2頭の結婚話は順調に進み、話が出て2か月後の2000年3月21日に結婚が決まった。
伊藤は道中での不測の事態を避けるために、ムーに付き添って東武動物公園から長崎バイオパークまで約1500キロメートルにおよぶトラックでの長い旅をした。3月14日にパークに到着したムーは、モモと柵を隔ててのお見合いを7日にわたって続けた。
モモとムーの「結婚式」は、大安吉日にあたる2000年3月21日に挙行された。式場はカバ池に設けられ、パークの関係者や飼育担当者の他にも幼稚園児や保育園児を始めとする近隣の人々や報道関係者が参列した。新郎新婦の両家代表は、長崎バイオパーク園長の小竹隆と東武動物公園園長の西山がそれぞれ務めている。
モモとムーは結婚式当日に初めて一緒の柵入りを果たした。2頭の関係は良好なもので、気の早い人は「赤ちゃん誕生はいつか?」と質問するほどであった。しかし、伊藤には気がかりなことがあった。それは人工哺育で育ったモモがはたして立派な母親になれるのかという懸念であった。
伊藤がモモの体の変化に気づいたのは、翌2001年1月のことであった。伊藤が「モモのおなかに赤ちゃんがいるかも！」と言っても、他の飼育担当者から笑われる日々が続いた。伊藤もだんだんと自信を喪失し、自分の思い過ごしと考えるまでに至った。しかし、4月22日の昼前に飼育担当者の1人から「モモが子供を生みそうです」と連絡があった。
その連絡を受けた伊藤は喜び勇んでカバ池に向かったが、次第に喜びより不安の方が大きくなっていた。カバ池のモモは出産前で、いかにも苦しげであった。伊藤を始めとした飼育担当者たち、そして多くの来園者が見守る中、5時間以上の苦しみを経てモモは水中で仔カバを出産した。伊藤が驚いたのは、モモが生まれたての仔カバに対して普通の母カバと同じように水中で授乳していたことであった。その姿に伊藤は1人で心配していたことが恥ずかしくなり、「モモはりっぱなカバになれたんだ」と喜んだ。
仔カバはオスで「ももたろう」と命名され、パークの人気者となった。モモ、ムー、そしてももたろうは3頭で仲良く「川の字」になっての寝姿を見せていた。ももたろうは1歳の誕生日を迎える前の2002年4月に中華人民共和国の西霞口野生動物園に旅立っていった。この旅だちには、モモのファンから抗議の電話がたくさんあった。オスの仔カバは父カバから縄張り争いのために攻撃を受けて命を落とす例があるため、この旅だちにはももたろうの命を守るという意味合いも含まれていた 。
モモの次の子はメスで、2003年7月26日に誕生した
。その子は「ゆめ」と名づけられ、4歳になる2007年6月26日に静岡県にある富士サファリパークに旅立っている。
2009年4月1日には第3子となるオスの「龍馬」が誕生した。龍馬は2010年3月17日に鹿児島県の平川動物公園に旅立った。2011年5月28日には第4子のオス「百吉（ももきち）」が誕生した。
モモとムーは順調な繁殖を続けていたが、2012年2月6日に夫のムーが腹膜炎を起こして急死した。また、2013年7月2日には百吉が旭山動物園に旅立った。同年11月7日、神戸の王子動物園から新しい夫「出目太」が来園して、18歳差の夫婦となった。出目太との間には、2016年10月に第5子のオス「テト」が誕生した。
長崎バイオパークのカバは、日本有数のカバの大家族として来園者や地元の人々に愛され、親しまれている。伊藤は「これが大都市の動物園だったら、モモの命は救えなかったかもしれない。地域に愛され、カバにとっては最高の場所」と感謝の思いを述べた。

## モモを題材とした書籍
モモについては、複数の書籍が出版されている。最初は2000年3月6日に発行された絵本『およげない カバ モモ』で、モモ6歳の誕生記念であった。同年6月26日には、続編『モモとムー』が発行された。2冊の監修は、伊藤が手がけた。
次は2002年の絵本『カバのモモがママになった！』である。この本ではモモの誕生からムーとの結婚、そしてももたろうの誕生までが描かれている。さらに2004年にはノンフィクション『きっと泳げるよ、カバのモモちゃん』（伊藤を主人公として彼の視点からモモとそのエピソードを描き出す作品）、次いで2005年には伊藤が写真と文を担当した『およげなかったカバ「モモ」』が出版された。
坪内稔典は日本国内にいるカバすべてと会った記録を『カバに会う 日本全国河馬めぐり』として2008年に出版した。この本には北海道から沖縄まで、動物園29か所とカバ60頭が登場している。坪内は長崎バイオパークでの印象を「元釣り堀のカバ家族」という一章にまとめ、「桜のころ、また来たいな（中略）花や若葉に囲まれた元釣り堀のカバ家族はきっと生き生きと泳いでいるだろう」と結んでいる。